# Tonelada (unidad de medida)

La tonelada es un sistema de medida imperial británico.

Tonelada es una de varias unidades de medida de masa, volumen o fuerza. Tiene una larga historia y ha adquirido varios significados y usos.
Como unidad de masa, tonelada puede significar:
- la tonelada larga, que es 2,240 libras (1,016.0 kilogramos).
- la tonelada corta, que es 2,000 libras (907.2 kilogramos).
- la tonelada, también llamada tonelada métrica, que es 1,000 kilogramos (aproximadamente 2,204.6 libras) o 1 megagramo.

Su uso original como unidad de volumen ha continuado en la capacidad de los barcos de carga y en unidades como la tonelada de carga y varias otras unidades, que van desde 35 hasta 100 pies cúbicos (0.99 a 2.83 m³) en tamaño. Los usos especializados recientes incluyen la tonelada como medio de clasificación de camiones. También puede usarse como una unidad de energía, o en refrigeración como una unidad de potencia, a veces llamada una tonelada de refrigeración.
Debido a que la tonelada (de cualquier sistema de medición de peso) es usualmente la unidad más pesada nombrada en el habla coloquial, su nombre también tiene usos figurativos, en singular y plural, significando informalmente una gran cantidad o cantidad, o en gran medida, como en "Hay una tonelada de abejas en esta colmena," "Tenemos toneladas de tarea," y "Te quiero una tonelada."

## Historia
La tonelada se deriva del tun (término en inglés) el término aplicado a un barril de la mayor capacidad. Este podía contener un volumen entre 175 y 213 galones imperiales (210 y 256 galones estadounidenses; 800 y 970 litros), que podían pesar alrededor de 2,000 libras (910 kg) y ocupar unos 60 pies cúbicos (1.7 m³) de espacio.

## Unidades de masa/peso
Existen varias unidades similares de masa o volumen llamadas tonelada:
| Nombre completo                       | Cantidad                    | Símbolo | Descripción |
| ------------------------------------- | --------------------------- | ------- | --- |
| Tonelada larga                        | 2,240 lb (1,016.0469088 kg) | LT      | Utilizado en Irlanda y en los países de la Commonwealth que anteriormente usaban, o aún usan, el sistema imperial. |
| Tonelada corta                        | 2,000 lb (907.18474 kg)     | tn o st | Utilizado en los Estados Unidos y en algunas industrias en Canadá.                                                 |
| Tonelada (equivalente a un megagramo) | 1,000 kg (2,204.6226 lb)    | t       | Definido en el Sistema Internacional de Unidades. Usado en todo el mundo.                                          |
| Tonelada de peso corto                | 2,240 lb                    |         | Utilizado en la industria de hierro en los siglos XVII y XVIII.                                                    |
| Tonelada de peso largo                | 2,400 lb                    |         | Utilizado en la industria de hierro en los siglos XVII y XVIII.                                                    |

(a) Las conversiones son exactas a menos que se indique lo contrario.
(b) Las toneladas de "peso corto" y "peso largo" se usaban como un medio para hacer una compensación por el desperdicio en un proceso industrial. Al obrero se le proporcionaba una tonelada de "peso largo" y se esperaba que devolviera una tonelada de "peso corto" de producto procesado. Estas medidas se utilizaban particularmente en la operación de martillar flores de hierro para darles forma.
(c) En otras industrias, se podría usar una tonelada de "peso largo" diferente. Los mineros de carbón entregaban carbón a la superficie en toneladas de "peso largo", pero solo se les pagaba por una tonelada de "peso corto". Supuestamente, esto era para permitir la "suciedad" (rocas no carboníferas) en el producto. Sin embargo, los propietarios de las minas eran libres de establecer el valor de la tonelada de "peso largo" a un valor a su elección, y en al menos algunos casos, se establecía en 25 cwt (2,800 libras) en comparación con la tonelada de "peso corto" de 20 cwt. Esto fue una fuente de descontento entre los mineros, que veían la práctica como injusta en favor de los propietarios de las minas.
La diferencia entre la tonelada corta y las otras formas comunes ("larga" y "métrica") es de alrededor del 10 %, mientras que las toneladas métricas y largas difieren en menos del 2M %.
En Irlanda y la mayoría de los miembros de la Commonwealth de Naciones, una tonelada se define como 2,240 libras (1,016.04691 kg).
En los Estados Unidos y Canadá, una tonelada se define como 2,000 libras (907.18474 kg).

### Otras unidades de masa/peso
- La tonelaje de peso muerto (abreviada "DWT" o "dwt") es una medida de la capacidad de carga de un barco, incluyendo combustible, agua dulce, agua de lastre, tripulación y provisiones. Se expresa en toneladas [1,000 kilogramos (2,205 lb)] o toneladas largas [2,240 libras (1,016 kg)]. Esta medida también se usa en la tonelaje de los barcos de guerra de los EE. UU.
- Cada vez más, se están utilizando toneladas en lugar de toneladas largas para medir el desplazamiento de los barcos.
- La tonelada de puerto, utilizada en Sudáfrica en el siglo XX, era equivalente a (2,000 libras (907 kg)) o 1 tonelada corta.

La tonelada de ensayo (abreviada "AT") no es una unidad de medida sino una cantidad estándar utilizada en el ensayo de minerales de metales preciosos. Una tonelada de ensayo corta es aproximadamente 29.17 g (1.029 oz) y una tonelada de ensayo larga es aproximadamente 32.67 g (1.152 oz). Estas cantidades tienen la misma proporción con un miligramo que una tonelada corta o larga tiene con una onza troy. Por lo tanto, el número de miligramos de un metal particular encontrado en una muestra que pesa una tonelada de ensayo da el número de onzas troy de metal contenido en una tonelada de mineral.
En las plantas de energía nuclear, tHM y MTHM significan toneladas de metales pesados, y MTU significa toneladas de uranio. En la industria del acero, la abreviatura THM significa "toneladas/toneladas de metal caliente", que se refiere a la cantidad de hierro o acero líquido que se produce, particularmente en el contexto de la producción de altos hornos o consumo específico.
Una tonelada seca tiene el mismo valor de masa, pero el material (lodos, suspensiones, compost y mezclas similares en las que el material sólido está empapado o suspendido en agua) se ha secado hasta un nivel de humedad relativamente bajo y consistente (peso seco). Si el material está en su estado natural, húmedo, se llama una tonelada húmeda.

### Subdivisiones
Tanto la definición británica de tonelada larga como la definición estadounidense de tonelada corta tienen bases subyacentes similares. Cada una es equivalente a 20 quintales; sin embargo, son el quintal largo de 51 kilogramos (112 lb) o el quintal corto de 45 kilogramos (100 lb), respectivamente.
Antes del siglo XX había varias definiciones. Antes del siglo XV en Inglaterra, la tonelada era de 20 quintales, cada uno de 108 lb, dando una tonelada de 2,160 libras (980 kg). En el siglo XIX, en diferentes partes de Gran Bretaña, se usaban definiciones de 2,240, o 2,352, o 2,400 lb, con 2,000 lb para explosivos; la tonelada legal era usualmente de 2,240 lb.
En el Reino Unido, Canadá, Australia y otras áreas que utilizaban el sistema imperial, la tonelada métrica es la forma de tonelada legal en el comercio.

## Unidades de volumen
El desplazamiento, esencialmente el peso, de un barco se expresa tradicionalmente en toneladas largas. Para simplificar la medición, se determina midiendo el volumen, en lugar del peso, del agua desplazada, y calculando el peso a partir del volumen y la densidad. A efectos prácticos, la tonelada de desplazamiento (DT) es una unidad de volumen, 35 pies cúbicos (0.9911 m³), el volumen aproximado ocupado por una tonelada de agua de mar (el volumen real varía con la salinidad y la temperatura). Es ligeramente menos que los 224 galones imperiales (1.018 m³) de la tonelada de agua (basada en agua destilada).
Una tonelada de medición o tonelada de carga es igual a 40 pies cúbicos (1.133 m³), pero históricamente ha tenido varias definiciones diferentes. Se utiliza para determinar la cantidad de dinero a cobrar en la carga, descarga o transporte de diferentes tipos de carga. En general, si una carga es más pesada que el agua salada, se usa el tonelaje real. Si es más ligera que el agua salada, por ejemplo, plumas, el flete se calcula utilizando toneladas de medición de 40 pies cúbicos.
El tonelaje de peso muerto y el tonelaje neto son medidas volumétricas de la capacidad de carga de un barco.
El Sistema de Medición Universal del Canal de Panamá (PC/UMS) se basa en el tonelaje neto, modificado para fines de facturación del Canal de Panamá. PC/UMS se basa en una fórmula matemática para calcular el volumen total de una embarcación; una tonelada neta PC/UMS equivale a 100 pies cúbicos de capacidad.
La tonelada de agua se usa principalmente en Gran Bretaña, en estadísticas relacionadas con productos petrolíferos, y se define como 224 galones imperiales (35.96 pies cúbicos; 1.018 m³), el volumen ocupado por 1 tonelada larga (2,240 lb; 1,016 kg) de agua bajo las condiciones que definen el galón imperial.

## Unidades de energía y potencia

### Tonelada de TNT
- Una tonelada de TNT es una unidad de energía igual a 109 calorías (termoquímicas), también conocida como una gigacaloría (Gcal), igual a 4.184 gigajulios (GJ).

- Un kilotón de TNT es una unidad de energía igual a 1012 calorías, también conocida como una teracaloría (Tcal), igual a 4.184 terajulios (TJ).

- Un megatón de TNT (1,000,000 toneladas) es una unidad de energía igual 1015 calorías, también conocida (infrecuentemente) como una petacaloría (Pcal), igual a 4.184 petajulios (PJ).

Estas son pequeñas calorías (cal). La gran o calórica dietética (Cal) es igual a una kilocaloría (kcal), y está siendo reemplazada gradualmente por este último término correcto.
Los primeros valores para la energía explosiva liberada por el trinitrotolueno (TNT) variaban de 900 a 1100 calorías por gramo. Para estandarizar el uso del término TNT como una unidad de energía, se asignó un valor arbitrario basado en 1,000 calorías (1 kcal o 4.184 kJ) por gramo. Así, ya no existe una conexión directa con el químico TNT en sí. Ahora es meramente una unidad de energía que se expresa utilizando palabras normalmente asociadas con la masa (por ejemplo, kilogramo, tonelada, libra).La definición se aplica a la grafía: tonelada de TNT.
Las mediciones en toneladas de TNT se han utilizado principalmente para expresar los rendimientos de las armas nucleares, aunque también se han utilizado en sismología.

### Tonelada equivalente de petróleo
Una tonelada equivalente de petróleo (toe), es un valor convencional, basado en la cantidad de energía liberada al quemar una tonelada de petróleo crudo. La unidad es utilizada, por ejemplo, por la Agencia Internacional de la Energía (AIE), para el consumo mundial de energía reportado como TPES en millones de toe (Mtoe).
Otras fuentes convierten 1 toe en 1.28 toneladas de equivalente de carbón (tce). Asimismo, 1 toe  está estandarizado como 7.33 barriles de equivalente de petróleo (boe).

### Tonelada equivalente de carbón
Una tonelada equivalente de carbón (tce), es un valor convencional basado en la cantidad de energía liberada al quemar una tonelada de carbón. El nombre en plural es toneladas de equivalente de carbón.
- Según la Asociación Mundial del Carbón, 1 tonelada de equivalente de carbón (tce) corresponde a 0.697 toneladas de equivalente de petróleo (toe).[26]

- Según la Agencia Internacional de la Energía, 1 tonelada de equivalente de carbón (tce) corresponde a 0.700 toneladas de equivalente de petróleo (toe).[27]

### Refrigeración
La unidad de tonelada se usa en refrigeración y aire acondicionado para medir la tasa de absorción de calor. Antes de la introducción de la refrigeración mecánica, el enfriamiento se lograba entregando hielo. Instalar una tonelada de capacidad de refrigeración mecánica reemplazaba la entrega diaria de una tonelada de hielo.
- En América del Norte, una tonelada estándar de refrigeración es de 12,000 BTU/h (3,517 W). "La absorción de calor por día es aproximadamente el calor de fusión de 1 tonelada de hielo a 32 °F (0 °C)".[28] Esto es aproximadamente la potencia requerida para derretir una tonelada corta (2,000 lb o 907 kg) de hielo a 0 °C (32 °F) en 24 horas, representando así la entrega de 1 tonelada corta (0.893 toneladas largas; 0.907 t) de hielo por día.

- Un uso menos común es la potencia requerida para enfriar 1 tonelada larga (2,240 lb o 1,016 kg = 1 tonelada larga o 1.120 toneladas cortas o 1.016 t) de agua en 1 °F (0.56 °C) cada 10 minutos = 13,440 BTU/h (3,939 W).[29][30]

La tonelada de refrigeración se abrevia comúnmente como RT.

## Toneladas informales
- La tonelada también se usa de manera informal, a menudo como jerga, para referirse a una gran cantidad de algo.[31]

- En Gran Bretaña, una tonelada (ton) se usa coloquialmente para referirse a 100 de una unidad dada. Por lo tanto, la tonelada puede referirse a:[32][33]
  - Una velocidad de 100 millas por hora y se antepone por un artículo indefinido: 
    - Marie estaba haciendo una tonelada en la autopista (Marie was doing a ton down the motorway).

  - Al dinero:
    - ¿Cuánto pagaste por eso? Una tonelada (How much did you pay for that? A ton).

  - A 100 puntos en un juego:
    - Eric acaba de lanzar una tonelada en nuestro juego de dardos (Eric just threw a ton in our darts game)

- En holandés, cuando se habla de dinero, una tonelada se usa para indicar 100,000. Por ejemplo, una casa que cuesta 2 toneladas costaría 200,000 euros.[34] Esta convención ha estado en uso desde al menos el siglo XVIII.[35]

- En finlandés, "tonni" se usa a menudo como sinónimo de 1,000, especialmente cuando se refiere al dinero. Por ejemplo, "tonnin seteli" era un billete de 1,000 marcos, y un programa de televisión popular se llamaba "Kymppitonni" ("diez toneladas" = 10,000 marcos).